# Воверн, Иоганн фон
Иоганн фон Воверн (нем. Johann von Wowern) (10 марта 1574, Гамбург — 30 марта 1612, Шлезвиг) — немецкий дипломат, филолог, писатель, юрист.

## Биография
Происходил из старой голландской семьи, переехавшей в Гамбург.
Изучал право в университетах Марбурга и Лейдена.
После завершения учёбы много путешествовал по Франции и Италии.
В 1607 году принял должность советника в Восточной Фрисландии. Однако уже в следующем году, прибыв в Готторф в качестве посла графа Восточной Фрисландии, принял приглашение герцога Иоганна Адольфа поступить к нему на службу, став комендантом замка и одновременно президентом церкви с титулом тайного церковного совета.
Завещал герцогу свою ценную библиотеку.
Известен тем, что ввёл в научный оборот термин «полимат».

## Сочинения
- Petronii Satyricum. — Leiden, 1595.
- Apollinarii Sidonii opera. — Paris, 1598.
- De Polymathia tractatio: integri operis de studiis veterum. — Hamburg, 1603.
- Firmii Materni de errore profanarum religionum. — Hamburg, 1603.
- Emendationes in Tertulliani opera. — Frankfurt, 1603.
- Syntagma de graeca et latina Bibliorum interpretatione. — Hamburg, 1618.
- Epistolarum centuriae duae. — Hamburg, 1618.